# Exoneura schwarzi
Exoneura schwarzi là một loài Hymenoptera trong họ Apidae. Loài này được Michener mô tả khoa học năm 1983.